# Gerd Billen

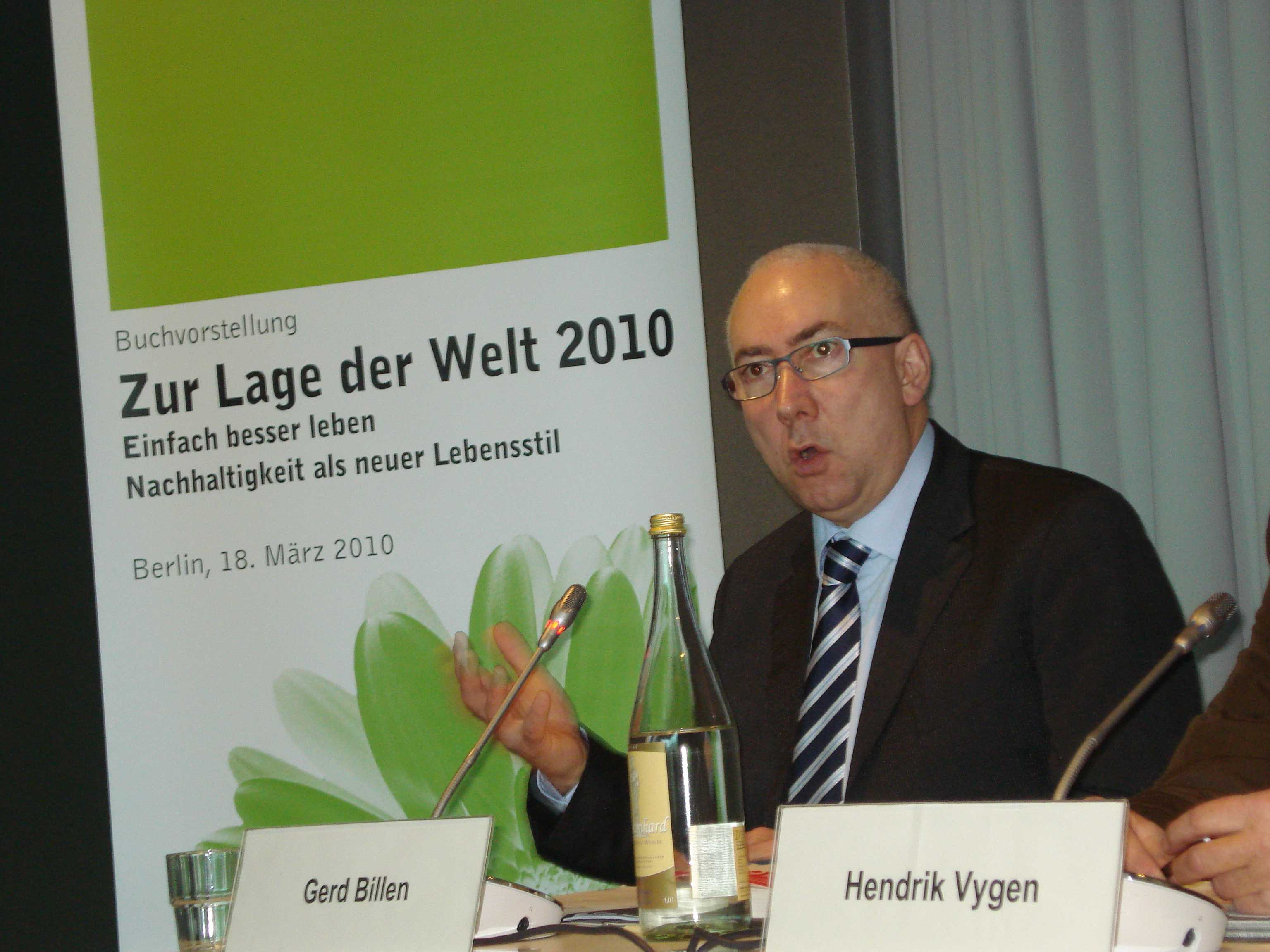
Gerd Billen

Gerd Billen (* 13. März 1955 in Speicher in der Eifel) ist ein deutscher Ernährungswissenschaftler und Verbraucherschützer. Von Dezember 2013 bis Mai 2020 war er Staatssekretär im Bundesministerium der Justiz und für Verbraucherschutz.
Billen studierte von 1973 bis 1979 Sozial-, Ernährungs- sowie Haushaltswissenschaft an der Rheinischen Friedrich-Wilhelms-Universität in Bonn. Danach arbeitete er als freier Journalist. Zunächst war Gerd Billen von 1982 bis 1985 Pressesprecher des Bundesverbandes Bürgerinitiativen Umweltschutz (BBU), von 1985 bis 1993 dann Bundesvorsitzender der Verbraucher Initiative e. V. Von 1993 bis 2005 war Gerd Billen Bundesgeschäftsführer des Naturschutzbundes Deutschland (NABU). Vom Naturschutzbund wechselte er 2005 zur Otto Group als Leiter des Bereiches Umwelt- und Gesellschaftspolitik. Ab August 2007 war er als Nachfolger von Edda Müller bis Ende 2013 Vorstand des Verbraucherzentrale Bundesverband (vzbv) in Berlin. Ihm folgte Klaus Müller nach.
Vom 18. Dezember 2013 bis 26. Mai 2020 war Billen in der CDU/CSU/SPD-Regierung beamteter Staatssekretär im Bundesministerium der Justiz und für Verbraucherschutz. Er ist Mitglied der Partei Bündnis 90/Die Grünen.

## Sonstige Tätigkeiten
Lange Jahre war Gerd Billen Mitglied und Vorsitzender der Jury Umweltzeichen. Er war im Verwaltungsrat der Stiftung Warentest und in der Jury des Verbraucherjournalistenpreises des Markenverbandes tätig. Bis heute ist er Mitglied des Kuratoriums der Weissen Liste.